# Flipped (film)
Flipped is een romantische komediefilm uit 2010 geregisseerd door Rob Reiner en gebaseerd op de roman van Wendelin Van Draanen. Het begon als een beperkte uitgave in de Verenigde Staten op 6 augustus 2010, gevolgd door een bredere uitgave op 10 september.
De film ontving gemengde recensies en had een brutowinst van slechts $ 1,7 miljoen op een budget van $ 14 miljoen.

## Cast
- Callan McAuliffe als Bryce Loski
  - Ryan Ketzner als jonge Bryce
- Madeline Carroll als Julianna "Juli" Baker
  - Morgan Lily als jonge Juli
- Rebecca De Mornay als Patsy Loski
- Anthony Edwards als Steven Loski
- John Mahoney als Chet Duncan
- Penelope Ann Miller als Trina Baker
- Aidan Quinn als Richard Baker
- Kevin Weisman als Daniel Baker

- Cody Horn als Lynetta Loski
  - Gillian Pfaff als jonge Lynetta
- Shane Harper als Matt Baker
- Michael Christopher Bolten als Mark Baker
- Stefanie Scott als Dana Tressler
- Israel Broussard als Garrett Einbinder
- Ashley Taylor als Sherry Stalls
- Matthew Gold als Eddie Trulock
- Jake Reiner als Skylers

## Ontvangst
Op recensie van aggregatiewebsite Rotten Tomatoes heeft de film een 6/10-beoordeling gekregen op basis van 73 beoordelingen. De overeenstemming luidt: "Terwijl niet zonder zijn nostalgische charmes, komt Rob Reiner's soms onhandig over in vergelijking met de roman van Wendelin Van Draanen. Op Metacritic heeft de film een rating van 45/100, met vermelding van "gemengde of gemiddelde reviews". De film kreeg echter een hogere waardering van 7,7/10 op IMDb.

## Media
Er is een dvd uitgebracht op 23 november 2010.

## Soundtrack
1. "Pretty Little Angel Eyes" – Curtis Lee
2. "One Fine Day" – The Chiffons
3. "He's So Fine" – The Chiffons
4. "Chantilly Lace" – Big Bopper
5. "There Goes My Baby" – The Drifters
6. "You've Really Got a Hold on Me" – The Miracles
7. "Devoted to You" – The Everly Brothers
8. "A Teenager in Love" – Dion and the Belmonts
9. "When" – The Kalin Twins
10. "Let It Be Me" – Phil Everly
11. "What's Your Name" – Rob Reiner, Michael Christopher Bolten, and Shane Harper [Org: Don & Juan]
12. "Flipped Suite" – Marc Shaiman